# Szívogató fonálférgek (Anguinidae)

## Bevezetés
A fitopatogén szívogató fonálférgek az Anguina és a Ditylenchus genusokban fordulnak elő. Az Anguina fajok  endoparaziták, gubacsokat képeznek a növények szárán, levelén illetve virágán, emellett toxikus baktériumokat is terjesztenek.
Magyarországi Nematoda kutatások vonatkozásban Dr. Örley László és Prof. Andrássy István nevét kell megemlíteni. Örley László használta elsőként a fonálféreg kifejezést, Andrássy István átfogó taxonómiai munkássága világszinten elismert. Nevéhez fűződik a kertészeti és szántóföldi növényi kártevő fonálférgek morfológiai vizsgálata és hazánkban előforduló fajok azonosítása.

## Elterjedés, gazdanövényei
A szívogató fonálférgek világszerte elterjedt élőlénycsoport, mely kártételével komoly hatást jelent a mezőgazdaságra. A különböző szívogató fonálféreg fajok több különböző gazdanövényt is képesek fertőzni. 
A Ditylenchus dipsaci széles körben elterjedt kártevő, szinte valamennyi szántóföldi és zöldségnövényen megtalálható Európában. Magyarországon elsősorban gabonanövényeket, vörösherét, lucernát, vöröshagymát, és fokhagymát károsít.

## Életciklus

### Búzaféreg (Anguina tritici)
A vetőmaggal elvetett gubacsok a talajban víz hatására megduzzadnak és a hosszasan anabiózisban lévő, azaz "kiszáradt" és csökkent életjelenségeket mutató, nem táplálkozó állatok később aktív mozgással felkeresik a gazdanövény-csírákat. A növénybe hatolt fonálférgek a csíra csúcsi részére vándorolnak és a növény növekedésével eljutnak a virágkezdeményig. A növény fejlődése során a nematodák a növényi nedvekkel táplálkoznak, majd a virágkezdeményben gubacsot képeznek. A párzást követően a nőstény teste megduzzad, majd körülbelül egy hónap alatt több száz tojást termel. A lárvák első vedlésüket követően anabiotikus állapotba kerülnek a következő évig. A gubacsokat, vagyis a virágkezdemény kóros burjánzását golyóüszögnek is nevezik.

### Szár-fonálféreg fajok (Ditylenchusspp.)
A szár-fonálférgek tojásai a talajban sokáig életképesek maradnak továbbfejlődés nélkül. A gazdanövényből érkező szekrétumok hatására aktiválódnak, a tojáson belül az embrionális fejlődés befejeztével a lárvák vedlenek, majd a kikelt lárvák a növény szárába jutnak. A növényi szövetek között aktívan mozognak, befurakodhatnak a szár tövébe, a hagymába, vagy a szár felszíni részeibe is. Szövetnedvekkel táplálkozva 10–12 napot követően ivaréretté fejlődnek, párzanak, majd a nőstény néhány napon belül tojást rak. A kikelt lárvák elhagyják a gazdanövényt, és más növényt fertőznek. Kedvezőtlen feltételek mellett a lárvák anabiotikus állapotba kerülnek.

### Gumórontó fonálféreg (Ditylenchus destructor)
A gumórontó fonálféreg (D. destructor) komoly veszteséget jelent a burgonyagumóknál a téli tárolás idején, de még nyáron a földben is. A gumóba a talajban található szárokon keresztül hatol.

#### Ökológiai alfajok
Annak ellenére, hogy a szár-fonálféreg (D. dipsaci) a leggyakoribb kártevők egyike, időnként nehéz feladatot jelent a nematológusok számára a morfológia szerinti azonosítása. A fonálférgek mérete tág határok között változik, valamint a különböző gazdanövény és ökológiai környezet mellett eltérő alakokban fordul elő, A különböző alakokat a taxonómusok biotípusoknak, ökológiai alfajoknak vagy rasszoknak is nevezik.

## Kártétele
A szívogató fonálférgek számos faja ismert, valamint egy adott faj is rendelkezhet több különböző gazdanövény fajjal is. Ebből adódóan a szívogató fonálférgek kártétele sem jellemezhető egyszerűen, a fertőzés tünetei nagyon sokfélék lehetnek.

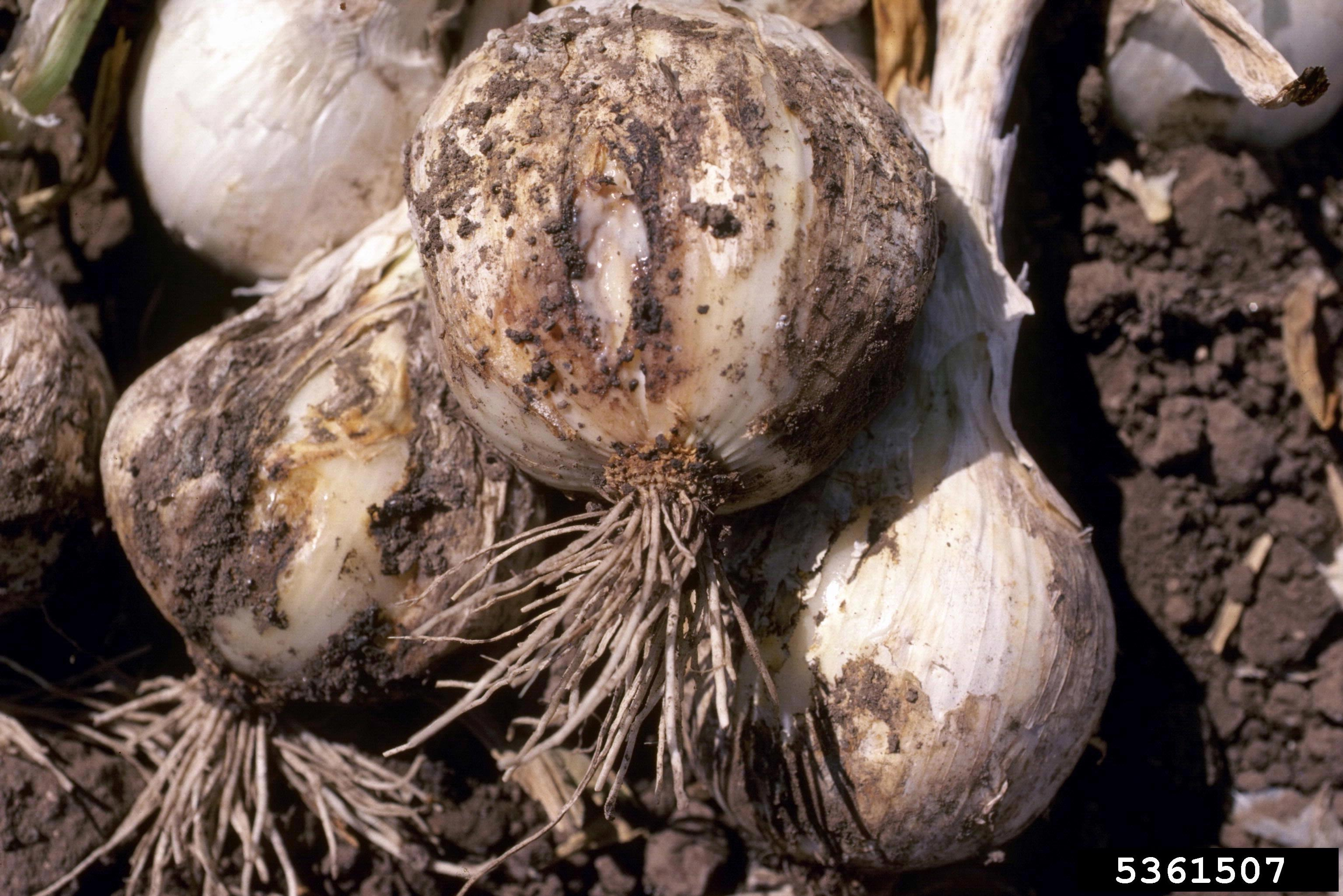
D. dipsaci vöröshagyma fertőzése; (Fotó: Schwartz H. F)

A búzaféreg (Anguina tritici) golyóüszöge hasonlít egy búzaszemhez, belül azonban üreges és vattaszerű fonálféreglárva-tömeget tartalmaz. Fertőzés esetén a búzakalász kisebb lesz, a toklászok 20%-ában fejlődik csak búzaszem, a többi részen golyóüszög képződik. Az egyes gubacsokban 3–5000 fonálféreg is lehet, ami búzanövényenként százezres nagyságrendű egyedszámot jelent. 
A gumórontó fonálféreg (D. destructor) a burgonya módosult szárán kezdetben fehér foltokat képez, melyek később kiüregesednek. A gumóhéj ráncossá válik, majd a gumó elrothad. 

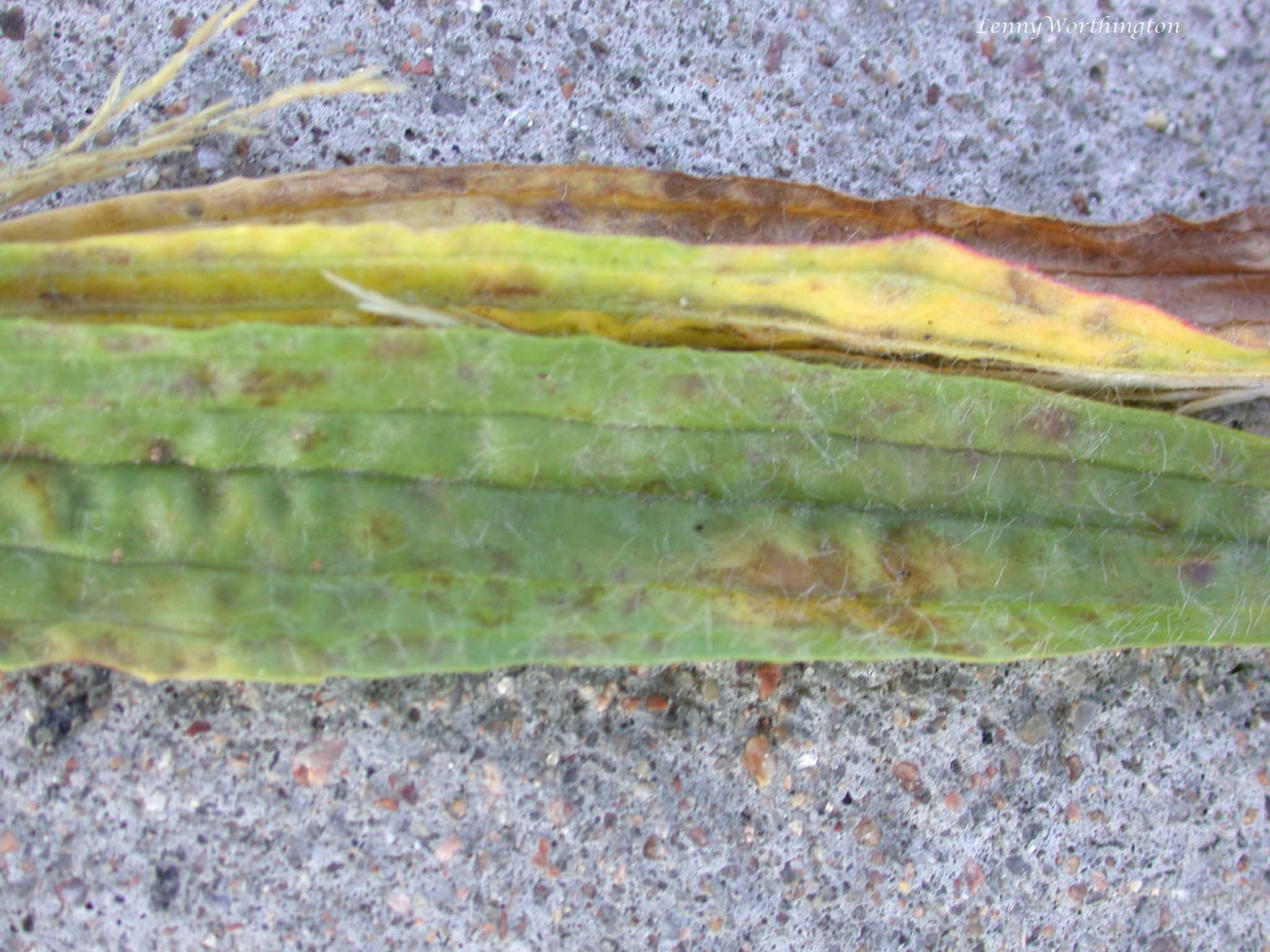
Ditylenchus dipsaci kártétele

A szár-fonálférgek (D. dipsaci) belső élősködőként szájszuronyuk segítségével nedveket szívogatnak, és enzimeket bocsájtanak a növénybe, mellyel feloldja a növényi sejtfalakat, vagy éppen sejtburjánzásokat idéz elő. Gyakran jelenik meg a növényi szár tövénél erős megvastagodás, melyet "tulipánhagymásodásnak" is neveznek. A fertőzés hatására számos növény levele sárgul, pöndörödik, felhólyagosodik. A rügyek duzzadnak, hajtások rövidülnek, levelek aránytalanul fejlődnek, a virágok pedig megbarnulnak. A D. dipsaci gabonáknál levelek sárgulását, a növény visszamaradt fejlődését, csökkent terméshozamát, elhalását, rozsnál és árpánál a szár hagymaszerű megduzzadását okozza. Vöröshagyma fertőzése során a növény levelei vaskossá válnak és elgörbülnek, a hagyma allevelei között pedig pedig barnafoltos, fogyasztásra alkalmatlan allevelek keletkeznek. A fokhagyma levelei elsárgulnak, maga a hagyma pedig szivacsos szerkezetűvé válik.
Minden bemutatott szívogató fonálféreg faj fertőzésénél gyakori a másodlagos fertőzés, a rothadó növényen további fonálférgek, baktériumok és gombák telepednek meg, melyek jelentősen károsítják, akár el is pusztítják a növényt.